# أسطورة سليبي هولو
«أسطورة سليبي هولو» (بالإنجليزية: The Legend of Sleepy Hollow)‏ هي قصة قصيرة عن الخيال التأملي بقلم الكاتب الأمريكي واشنطن إيرفينغ، الواردة في مجموعته المكونة من 34 مقالة وقصة قصيرة بعنوان كتاب قصاصات جيفري كرايون، المحترم. وكتبت عندما كان ايرفينغ يعيش في الخارج في برمنغهام، ونشرت القصة أول مرة في عام 1820. وتعتبر هذه القصة، إلى جانب قصة ايرفينغ الشهيرة الأخرى "ريب فان وينكل"، من الأمثلة الأولى عن قصص الأدب الأمريكي التي حققت شعبية دائمة، وخصوصا خلال موسم عيد جميع القديسين.

## روابط خارجية
- أسطورة سليبي هولو على موقع الموسوعة البريطانية (الإنجليزية)